# Brandy Talore
Brandy Talore est le nom de scène d'une actrice pornographique et mannequin de charme américaine, née le 2 février 1982 à Bowling Green dans l'État de l'Ohio.

## Biographie
Brandy Talore est née le 2 février 1982 à Bowling Green dans l'État de l'Ohio.
D'abord danseuse, elle devient ensuite mannequin de charme sous le pseudonyme de Brandy (son vrai prénom) Taylor puis suite un problème de droit elle change son nom en Brandy Talore.
En 2005, elle participe à Stuffin Young Muffins 3 (Fourrage de jeunes Muffins 3) son premier film pornographique avec l'acteur Ben English pour le studio New Sensations. L'expérience ayant été positive pour elle, Brandy décide donc de poursuivre une carrière d'actrice pornographique. Elle enchaine ensuite les films dont notamment Supernaturals 7 (Super naturels 7) où elle fait l'amour avec Manuel Ferrera.

## Récompenses
En 2006, elle remporte le F.A.M.E. Awards de la meilleure débutante de l'année ex aequo avec l'actrice Alektra Blue.

## Filmographie succincte
- 2006 : The Violation of Hillary Scott

## Galerie

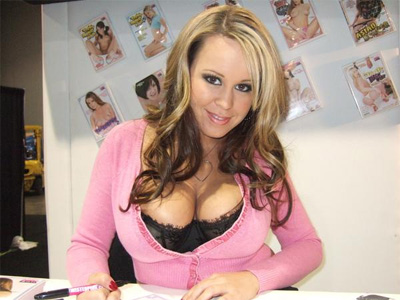
Brandy en 2006 à l'AVN Entertainment Expo.
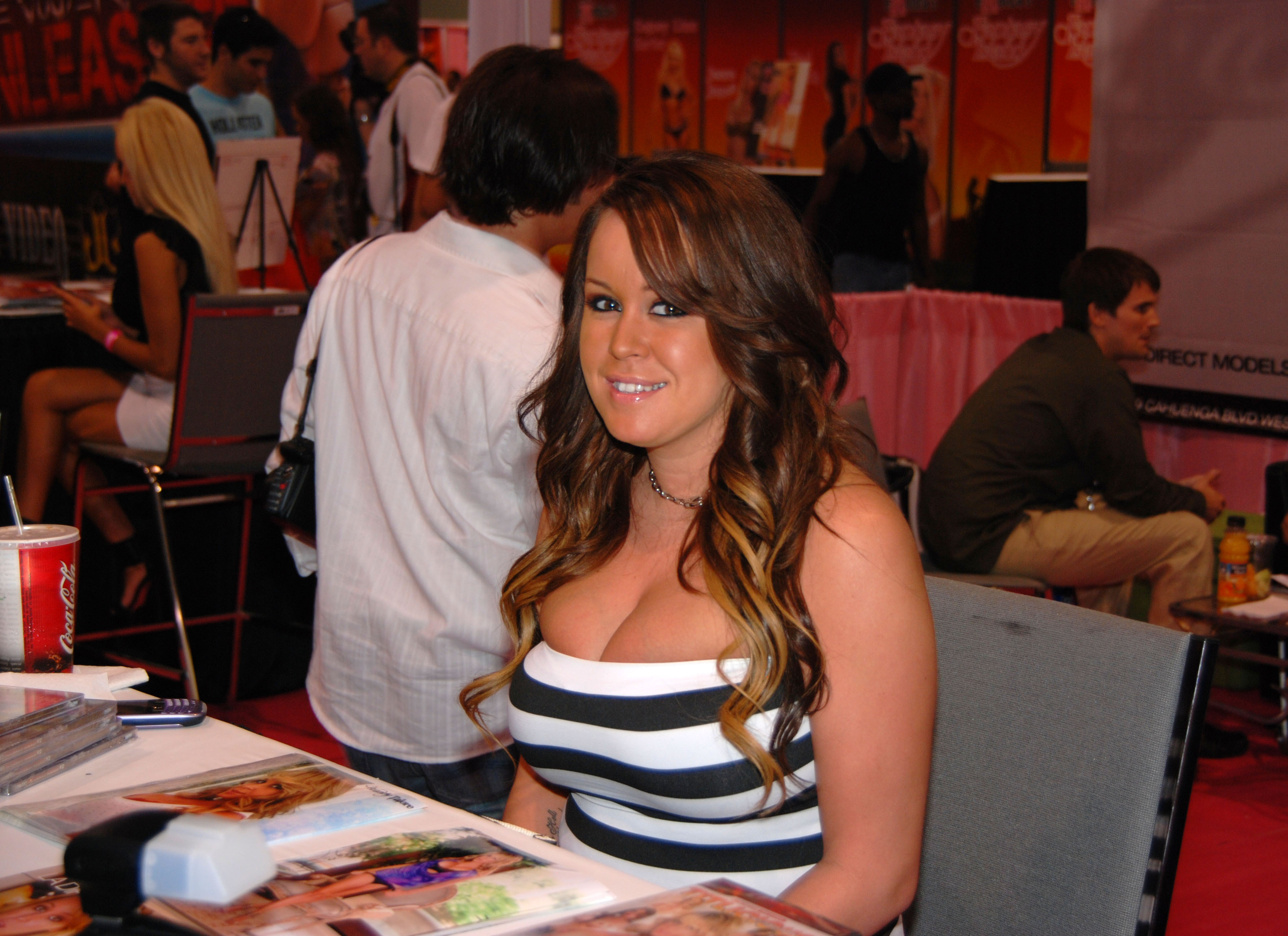
Brandy en 2010 à l'Exxxotica de Miami Beach.
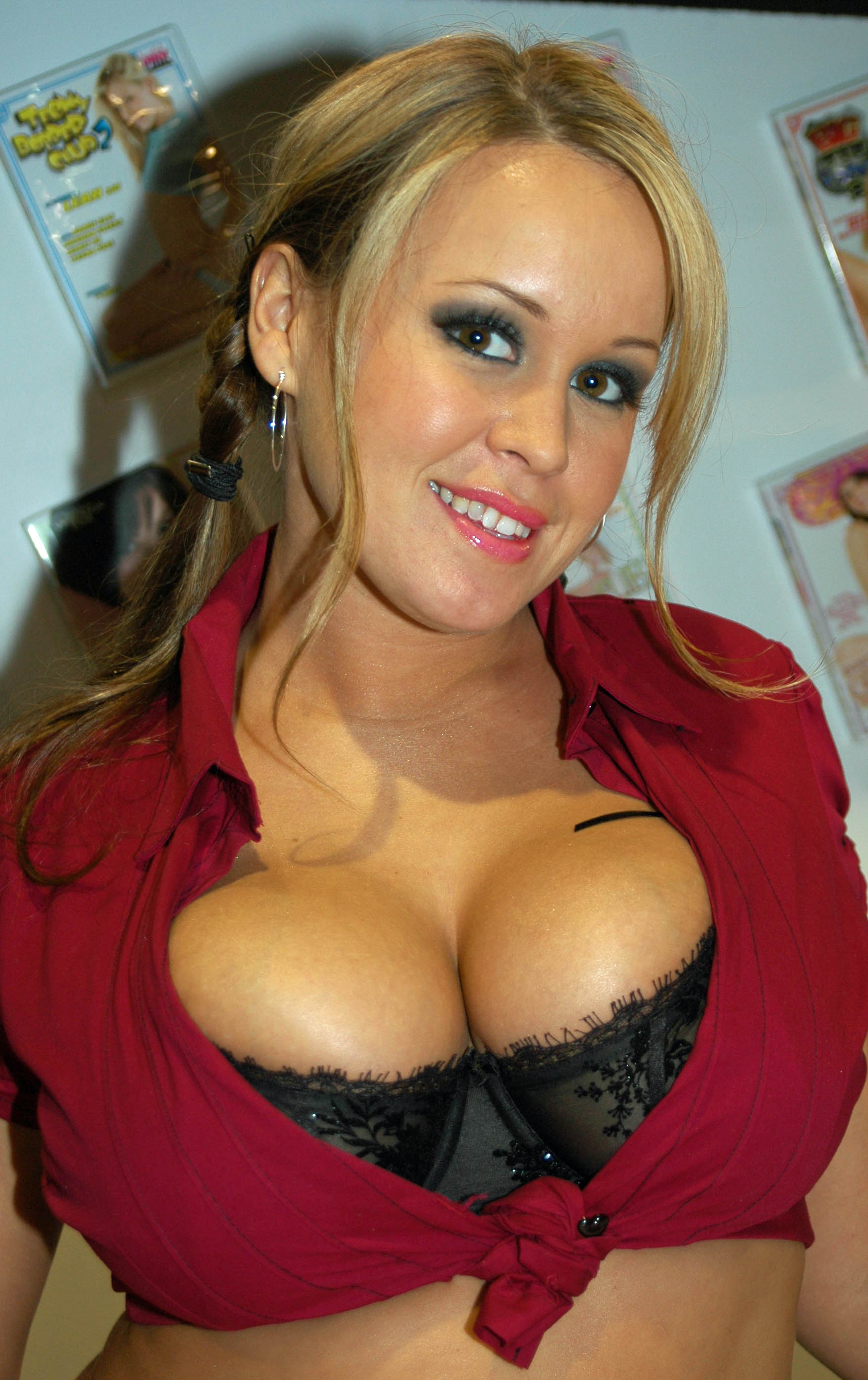
Brandy Talore aux AVN Award 2006
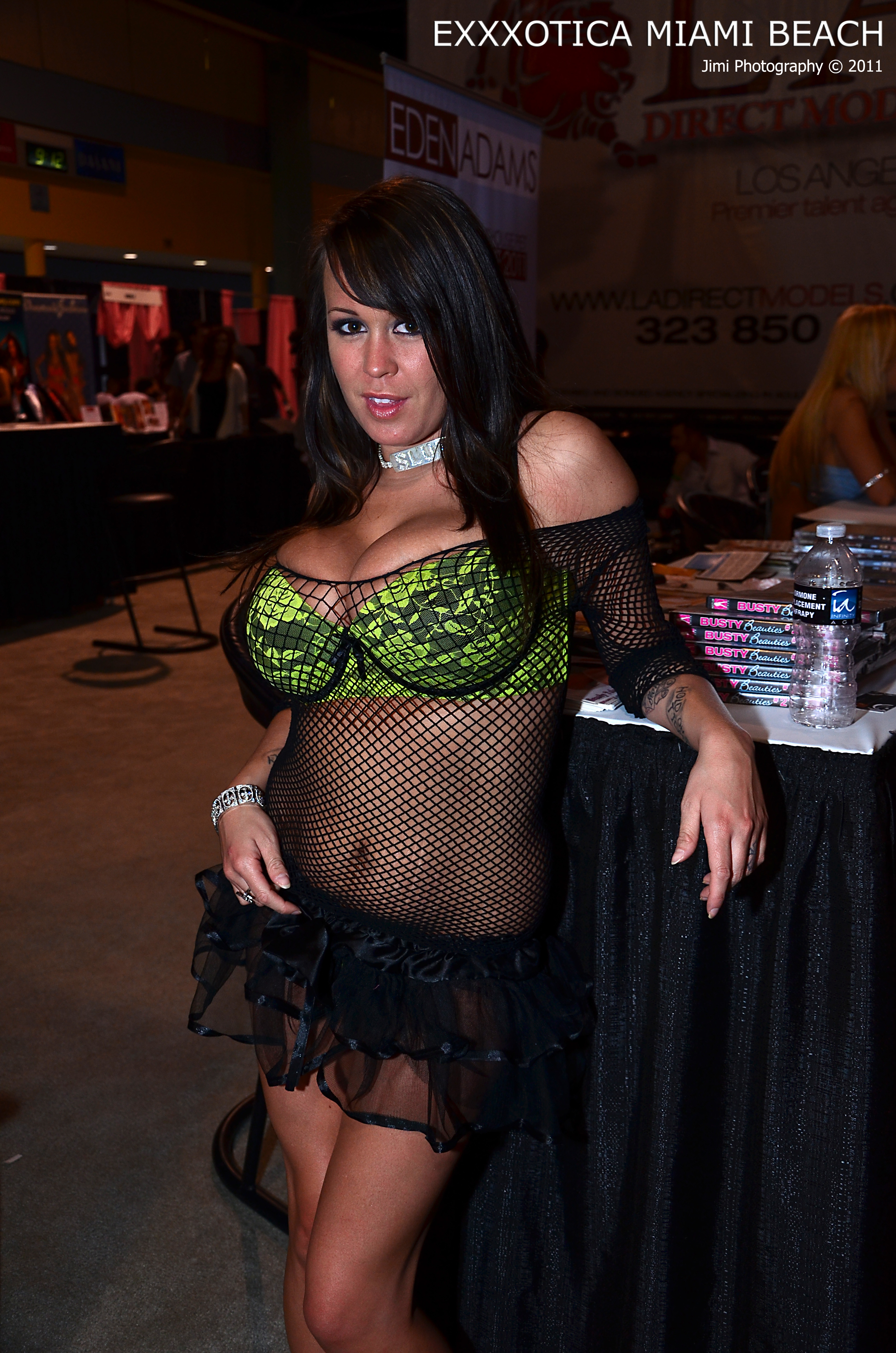
Brandy en 2011 à l'Exxxotica de Miami Beach.
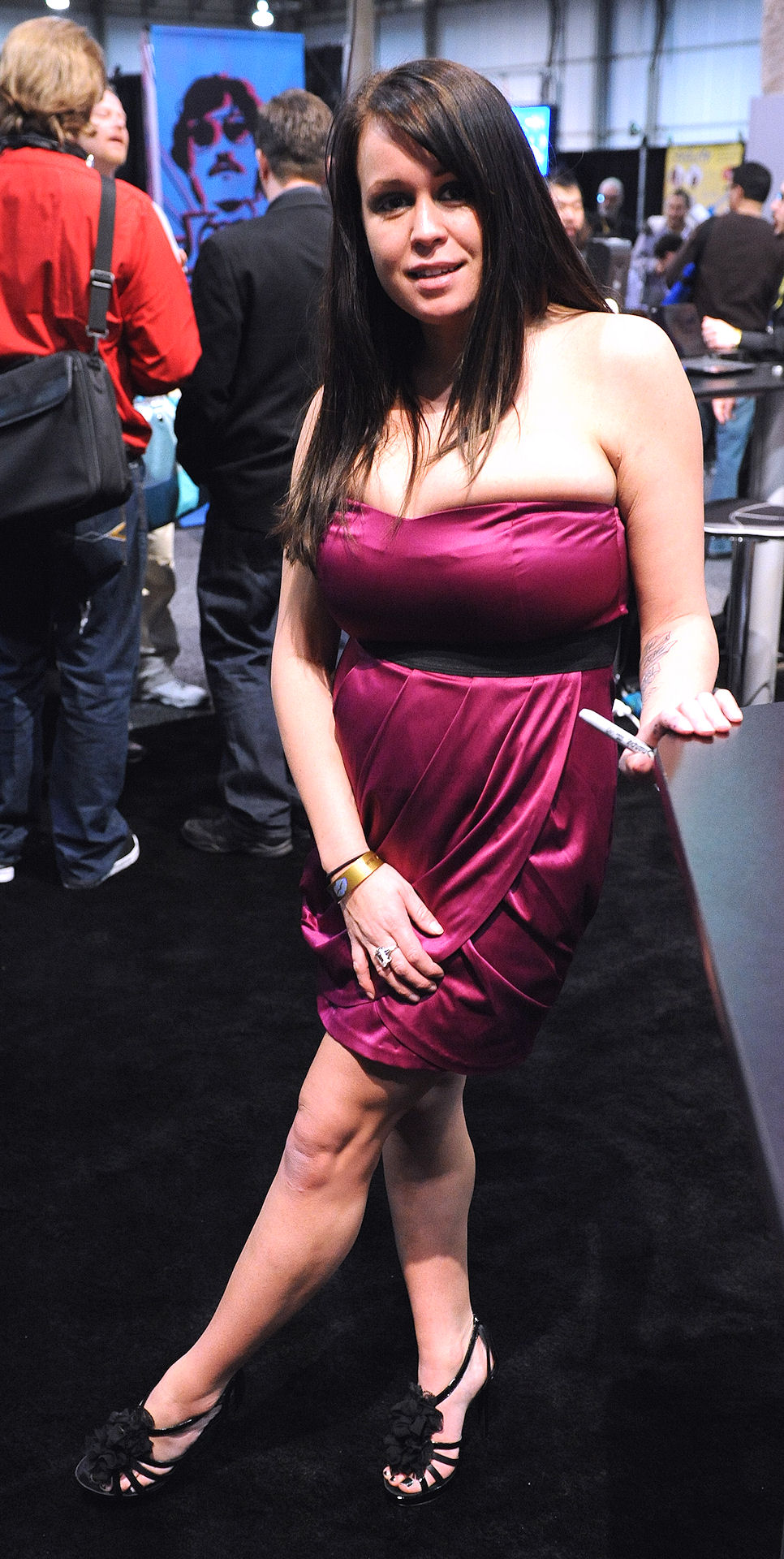
Brandy en 2011 à l'AVN Entertainment Expo.